# Visar Musliu
Visar Musliu (en macédonien : Висар Муслиу), né le 13 novembre 1994 à Gostivar (Macédoine), est un footballeur international macédonien qui joue au poste de défenseur central au Saint-Trond VV.

## Biographie

### En club
Visar Musliu commence sa carrière professionnelle au Renova Džepčište en 2012,.
Il est prêté au KF Gostivari (en) en 2012,.
En 2014, il rejoint le FC Saint-Gall. Il est prêté en 2015 au FK Renova Džepčište, avant d'être définitivement transféré dans ce club,.
Lors de la saison 2017-2018, il est joueur du Vardar Skopje,.
Après un passage dans le club kosovar du FC Pristina en 2018, il est immédiatement prêté au FK Shkëndija avant de signer définitivement. Il représente Shkëndija jusqu'en 2019,.
Avec Shkëndija, il est sacré double Champion de Macédoine en 2018 et en 2019,.
En octobre 2019, il évolue sous les couleurs du MOL Fehérvár FC en Hongrie,,.
En janvier 2022, il quitte le club hongrois et rejoint l'Allemagne, il jouera au FC Ingolstadt (club de 3e division), le montant du transfert et la durée du contrat n'ont pas été dévoilé.
En juin 2023, il quitte le FC Ingolstadt pour rejoindre un club de 2. Bundesliga le SC Paderborn. Début février 2025, il est annoncé que le joueur quitte le club allemand pour rejoindre la Belgique.
En février 2025, il quitte SC Paderborn et l'Allemagne pour la Belgique, il évoluera à présent au K Saint-Trond VV.

### En équipe nationale
International macédonien, il reçoit sa première sélection en équipe de Macédoine lors d'un match de qualification pour la Coupe du monde 1918 contre Israël le 2 septembre 2017,.
Il marque un but lors de ces éliminatoires contre l'équipe du Liechtenstein le 9 octobre 2017.
Il fait partie du groupe macédonien qui dispute l'Euro 2020. Lors de cette compétition, il joue les trois matchs de phase de groupe qui se soldent tous par des défaites : la Macédoine du Nord est éliminée à ce stade de la compétition.

## Palmarès
FK Shkëndija
- Championnat de Macédoine (2) :
  - Vainqueur : 2017-18 et 2018-19.